# Wild Orchid
Wild Orchid è stato il nome di un gruppo pop statunitense, formatosi nel 1991 e composto da Stacy Ferguson (conosciuta oggi come Fergie), Renee Sands e Stefanie Ridel.

## Storia del gruppo
Le Wild Orchid si formarono quando le componenti erano ancora teenager. Firmarono il loro primo contratto con la Sony Publishing, per poi passare alla RCA.
Il nome originale doveva essere NRG, ma fu poi cambiato in Wild Orchid. Inizialmente il gruppo era composto anche da Micki Duran che poi lo lasciò.
Il primo singolo "At Night I Pray" fu pubblicato nel 1996. Nel 1997 le ragazze pubblicarono il loro omonimo album di debutto che conteneva anche la canzone "Talk To Me" che fu inclusa nella colonna sonora del film "Fools Rush In". L'album ricevette due nomination ai Billboard Awards per "Talk To Me", due nomination ai Soul Train Awards come miglior gruppo e per il miglior video con "Talk To Me", e una nomination agli American Music Awards come miglior gruppo R&B.
Verso la fine le 1997 il gruppo andò in tour con gli NSYNC, e pubblicò il secondo album intitolato "Oxygen", che conteneva il singolo "Be Mine".
Nel 2001 il trio pubblicò il singolo "Stuttering (Don't Say) che ottenne un discreto successo. Intanto Stacy Ferguson a causa di alcuni problemi con la droga abbandonò il gruppo. Nel 2003 entrò a far parte dei Black Eyed Peas sotto il nome di Fergie.
Nel 2003 le Wild Orchid, composte solo da Renee e Stefanie, pubblicarono l'album "Hypnotic" che non riscosse grande successo. Dopo di ciò, Renee cominciò a lavorare come solista, mentre Stefanie fondò il gruppo house/techno dei "5th Element".
Nel 2007 è stata pubblicata una raccolta "20th Century Masters - The Millennium Collection: The Best of Wild Orchid" che contiene le maggiori hits della band.
Fergie ha proseguito la propria carriera musicale con i Black Eyed Peas fino al 2017, e successivamente come artista solista. Renee interpreta le canzoni del personaggio animato della principessa Fiona del film Shrek. 
Stefanie si è data alla produzione musicale. Ha infatti partecipato alla produzione dell'album di debutto di Fergie, The Dutchess. Inoltre interpreta la voce di Yasmin nel film Bratz: The Movie.

## Discografia

### Album
- 1996: Wild Orchid
- 1998: Oxygen
- 2001: Fire
- 2003: Hypnotic

### Compilation Album
- 2006: Talk to Me: Hits, Rarities & Gems
- 2007: 20th Century Masters - The Millennium Collection: The Best of Wild Orchid

### Singoli
- 1996: At Night I Pray
- 1997: Talk to Me
- 1997: Supernatural
- 1998: Be Mine
- 2001: Stuttering (Don't Say)